# Mars 1998

## Événements

### 1ermars
- Allemagne : victoire du social-démocrate Gerhard Schröder lors des élections en Basse-Saxe.

### 3 mars
- Japon : sortie du manga Hunter x Hunter, écrit par Yoshihiro Togashi.

### 4 mars
- Inde : victoire du parti nationaliste hindou lors des élections législatives.

### 5 mars
- Chine :  
  - Le premier ministre chinois Li Peng annonce une série de réformes.
  - Création officielle à Guangzhou du consortium DRM: Digital Radio Mondiale pour le développement d'un standard numérique mondial de radiodiffusion en ondes courtes, moyennes et longues.

### 8 mars
- Formule 1 : Grand Prix automobile d'Australie.

### 9 mars
- Inde : victoire du Parti hindouiste aux élections en Inde.

### 10 mars
- Indonésie : réélection de Soeharto, candidat unique, comme président par l'assemblée délibérative du peuple indonésienne (parlement)
- Sierra Leone : le président élu Ahmad Tejan Kabbah est rétabli dans ses fonctions par les troupes de l'ECOMOG

### 14 mars
- Maroc : Hassan II nomme un gouvernement dirigé par la gauche.

### 16 mars
- Grèce : après une dévaluation de la drachme, la Grèce entre dans le système monétaire européen.

### 17 mars
- Chine: Zhu Rongji remplace comme premier ministre Li Peng.

### 22 mars
- Économie : début d'une baisse concertée de la production de pétrole, à la suite de la baisse des prix.

### 23 mars
- Russie : Boris Eltsine nomme Sergueï Kirienko comme premier ministre à la place de Viktor Tchernomyrdine.
- Afrique : visite « historique » de Bill Clinton en Afrique (23 mars au 2 avril).
- Nicaragua : accords de cessez-le-feu entre le gouvernement sandiniste et les « Contras ».
- Cinéma : le film Titanic réalisé par James Cameron est couronné meilleur film de l'année 1997 en obtenant onze Oscars, égalant le record de Ben-Hur en 1960.

### 25 mars
- Union européenne : onze états membres sont qualifiés pour la première phase de la monnaie unique.
- Antarctique : un séisme de magnitude 8,1 se produit près de la dorsale sud-est indienne à environ 700 kilomètres au nord-ouest des îles Balleny[1].

### 27 mars
- Autriche : décès de Ferdinand Anton Ernst Porsche, fondateur du constructeur automobile Porsche, dans sa ferme de Zell am See.

### 29 mars
- Formule 1 : Grand Prix automobile du Brésil.

### 30 mars
- Union européenne : début du processus d'élargissement de l'UE à des pays d'Europe centrale.

## Naissance
- 2 mars : Arturo Grávalos, cycliste espagnol († 19 mai 2023).

## Décès
- 10 mars : Clarence Edward Beeby, pédagogue et diplomate néo-zélandais (° 16 juin 1902).
- 15 mars : Alcira de la Peña, féministe et communiste argentine (° 8 novembre 1910).